# 지방도 제1022호선
지방도 제1022호선(남지~교동선)은 대한민국 경상남도 창녕군 남지읍 칠현리와 양산시 교동 영대교 서단을 잇는 경상남도의 지방도이다.
밀양시를 경유하며, 밀양시 상남면에서 삼랑진읍의 구간은 별다른 공사 없이 노선이 끊어져 있다. 또한 밀양시 삼랑진읍부터 양산시 물금읍에 이르는 구간은 철도 경부선의 연선지역을 통과하는 육로 역할을 하고 있으나, 이 구간은 철도에 비해 노선의 굴곡이 많아, 철도에 비해 구간 대비 이용시간이 많이 소요되는 것이 특징이다.
양산시 물금읍에서 중앙동까지는 왕복 4차선, 나머지 구간은 왕복 2차선으로 구성되어 있다.

## 연혁
- 2000년 5월 26일 : 원리2리 굴곡도로(양산시 원동면 원리) 740m 구간 개량 개통[1]
- 2001년 12월 4일 : 주전도로(양산시 원동면 서룡리) 670m 구간 개량 개통[2]
- 2002년 1월 10일 : 밀양시 초동면 반원리 ~ 창녕군 부곡면 학포리 1.303 km 구간 개통[3]
- 2003년 2월 20일 : 노선 폐지 및 재지정[4][5]
- 2009년 10월 15일 : 지방도 노선 조정[6]

## 주요 경유지
- 창녕군
  - 남지읍 칠현리 - 아지리 - (미개통 구간 : 신전리 - 용산리) - (용산마을) - 남지농공단지 - 학계리 - 남지여자중학교 - 남지중학교 - 남지초등학교 - 남지도서관 - 대신사거리 - 남지읍사무소 - 남지버스터미널 - 남지입구오거리 - 남지 나들목 - 남성교
  - 도천면 남성교 - 송진리 - 요강교 - 우강리 - 우강 교차로
  - 길곡면 오호리 - 창녕함안보 좌안 - 길곡초등학교 - 증산리 - 신덕교 - 마천리 - 마천교
  - 부곡면 마천교 - 임해진삼거리 - 노리 - 본포교 북단 - 학포리 - 반학교
- 밀양시
  - 초동면 반학교 - 반월리 - 반월교 - 성북내교 - 검암리 - 성북교 - 검암삼거리
  - 하남읍 수산리 - 서편삼거리 - 봉사의탑 - 수산버스터미널 - 하남읍 행정복지센터 - 수산초등학교 - (수산주유소) - 양동리 - 수산리 - 백산리 - 밀양영화학교(구 명례초등학교) - 명례리
  - 상남면 외산리 - 오산교 - (미개통 구간: 외산리)
  - 삼랑진읍 (미개통 구간) - 삼랑리 - 삼랑진교 교차로 - 낙동강역 - 송진초등학교 - 송지사거리 - 송지교 - 삼랑진지하차도 - 삼랑진역 - 검세리 - 안태교 - 양수발전소 교차로 - 안태리 - 신불암고개
- 양산시
  - 원동면 신불암고개 - 천태사 - 용당리 - 원동교 - 원리삼거리 - 원동면보건지소 - 원동초등학교 - 원동삼거리 - 원동역입구 - 원리 - 서룡리 - 화제교 - 화제리
  - 물금읍 물금리 - 신기삼거리 - 가촌리 - 범어리 - 범어초등학교입구 - (범어지하차도) - 양산소방서 - 양산경찰서
  - 교동 영대교 서단

## 중복 구간
- 창녕군 부곡면 본포교 북단 ~ 학포리 : 국가지원지방도 제30호선과 중복
- 밀양시 삼랑진읍 삼랑진교 교차로 ~ 송지사거리 : 국도 제58호선과 중복

## 도로명
- 창녕군 남지읍 고곡리 ~ 아지리 : 영아지길
- 창녕군 남지읍 용산리 ~ 부곡면 본포교 북단 : 낙동로
- 창녕군 부곡면 본포교 북단 ~ 학포리 : 구산학포로
- 창녕군 부곡면 학포리 ~ 밀양시 하남읍 봉사의탑 : 초하로
- 밀양시 하남읍 봉사의탑 ~ (수산주유소) : 수산중앙로
- 밀양시 하남읍 (수산주유소) ~ 양동리 : 백산로
- 밀양시 하남읍 양동리 ~ 상남면 오산교 : 명례로
- 밀양시 삼랑진읍 삼랑리 ~ 삼랑진교 교차로 : 삼랑1길
- 밀양시 삼랑진읍 삼랑진교 교차로 ~ 송지사거리 : 삼랑진로
- 밀양시 삼랑진읍 송지사거리 ~ 양산시 원동면 원리삼거리 : 천태로
- 양산시 원동면 원리삼거리 ~ 물금읍 신기삼거리 : 원동로
- 양산시 물금읍 신기삼거리 ~ 범어리 : 가촌로
- 양산시 물금읍 범어리 ~ 교동 영대교 서단 : 황산로